# モスクワ鉄道支社
モスクワ鉄道支社（ロシア語: Московская железная дорога）は、ロシア鉄道公開株式会社の支社（Филиал ОАО «РЖД»）の一つである。本部はコムソモリスカヤ広場の近くにあり、従業員は約73,600人である。ブリャンスク州、カルーガ州、クルスク州、モスクワ州、オリョール州、リャザン州、スモレンスク州、トゥーラ州、モスクワ連邦市、モルドヴィア共和国、ベルゴロド州、ヴラジーミル州、リペツク州のロシア鉄道線を管轄する。

## 路線
- ターミナル駅発着
  - モスクワ・リャザン鉄道（ロシア語版）：モスクワ (カザンスキー駅) - リュベルツィI駅 - ラメンスコエ駅 - ゴルトヴィン駅 - リャザンI駅 - クスタレフカ駅
  - モスクワ・カザン鉄道（ロシア語版）：モスクワ (カザンスキー駅) - リュベルツィI駅 - チェルスチ駅
  - モスクワ・ゴーリキー鉄道（ロシア語版）：モスクワ (クールスキー駅) - ジェレズノドロジュナヤ駅 - ペトゥシキ駅
  - モスクワ・クルスク鉄道（ロシア語版）：モスクワ (クールスキー駅) - セルプホフ駅 - トゥーラ駅 - オリョール駅 - クルスク駅
  - モスクワ・パヴェレツ鉄道（ロシア語版）：モスクワ (パヴェレツキー駅) - オジェリェーリエ駅 - パヴェレツ駅
  - モスクワ・キエフ鉄道（ロシア語版）：モスクワ (キエフスキー駅) - カルーガ駅 - スヒーニチ駅 - ブリャンスク駅 - ゴロジャンカ駅 - ウクライナ国境
  - モスクワ・スモレンスク鉄道：モスクワ (ベラルースキー駅) - ヴャジマ駅 - スモレンスク駅 - クラスノエ駅 - ベラルーシ国境
  - モスクワ・リガ鉄道（ロシア語版）：モスクワ (リーシスキー駅) - ナハビノ駅 - シャホフスカヤ駅
  - モスクワ・サヴョロフ鉄道（ロシア語版）：モスクワ (サヴョロフスキー駅) - サヴョロフ駅
  - モスクワ・ヤロスラブリ鉄道（ロシア語版）：モスクワ (ヤロスラフスキー駅) - ムィティシ駅 - アレクサンドロフ駅
  - シベリア鉄道：モスクワ (ヤロスラフスキー駅) - ムィティシ駅 - フリヤージェヴォ駅 - ペトゥシキ駅
- モスクワ小環状線（ロシア語版）（貨物線）
- モスクワ大環状線（ロシア語版）
- リホスラヴリ・ヴャジマ鉄道（ロシア語版）：リホスラヴリ駅 - トルジョーク駅 - ルジェフ駅 - ヴャジマ駅
- その他
  - リャザン駅 - リャジスク駅

## 参照
1. ↑  http://mzd.rzd.ru/